# Azol
Azolii sunt o clasă de compuși heterociclici cu catene de 5 atomi, ce conțin un atom de azot și cel puțin un alt atom (care nu este de carbon, adică azot, sulf sau oxigen) ca parte a nucleului.

## Clase de compuși
Doar cu azot

Imidazol
Pirazol
1,2,3-triazol
1,2,4-triazol
Tetrazol
Pentazol

Cu azot și oxigen

Oxazol
Izoxazol
1,2,3-oxadiazol (instabil)
Oxadiazol (1,2,4-oxadiazol)
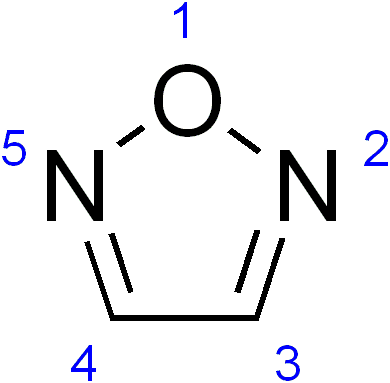
Furazan (1,2,5-oxadiazol)
1,3,4-oxadiazol

Cu azot și sulf

Tiazol
Izotiazol
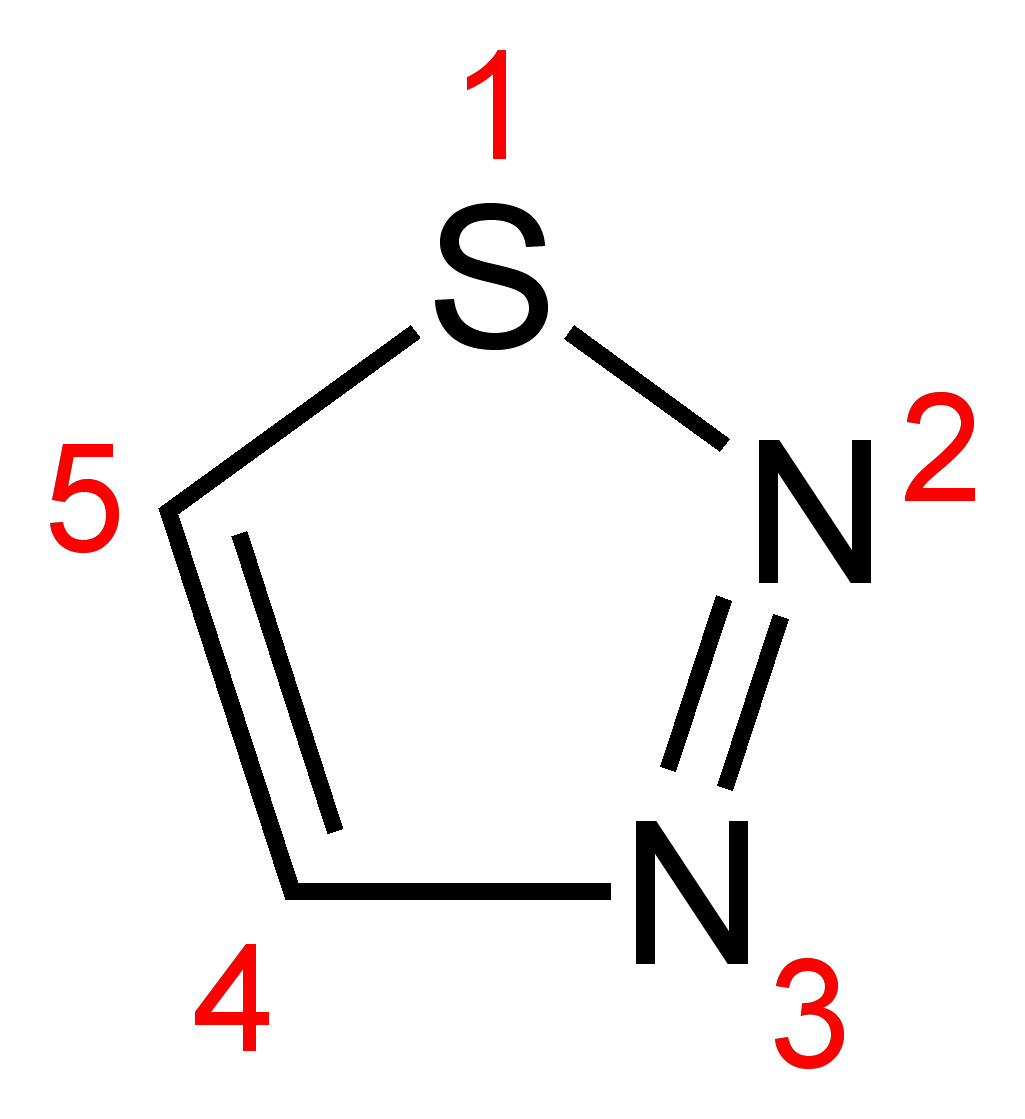
Tiadiazol (1,2,3-tiadiazol)
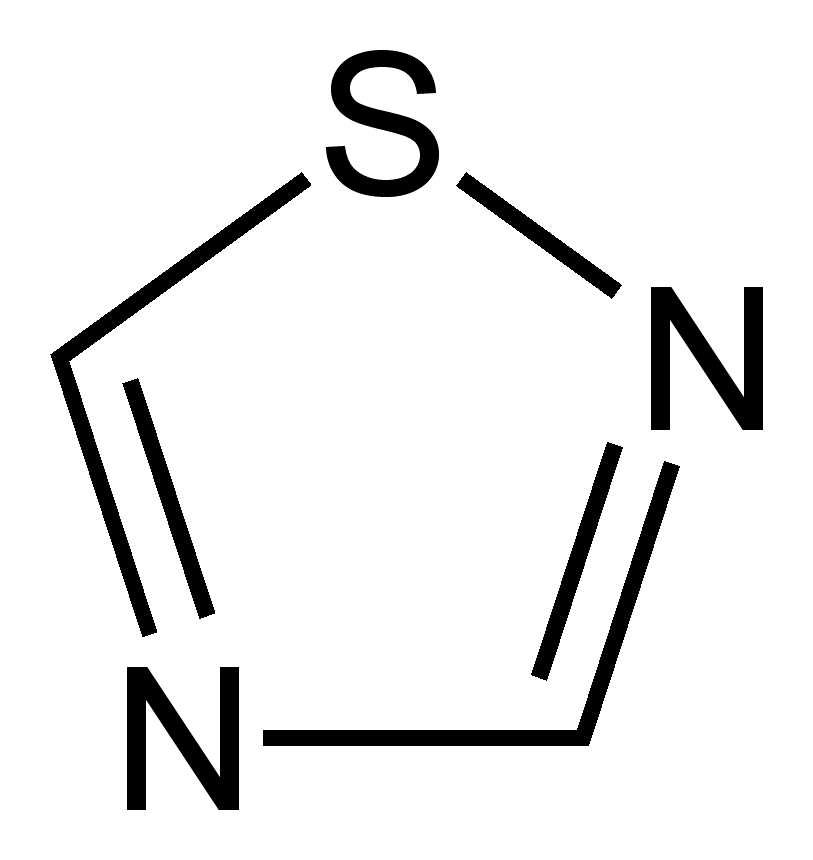
1,2,4-tiadiazol
1,2,5-tiadiazol
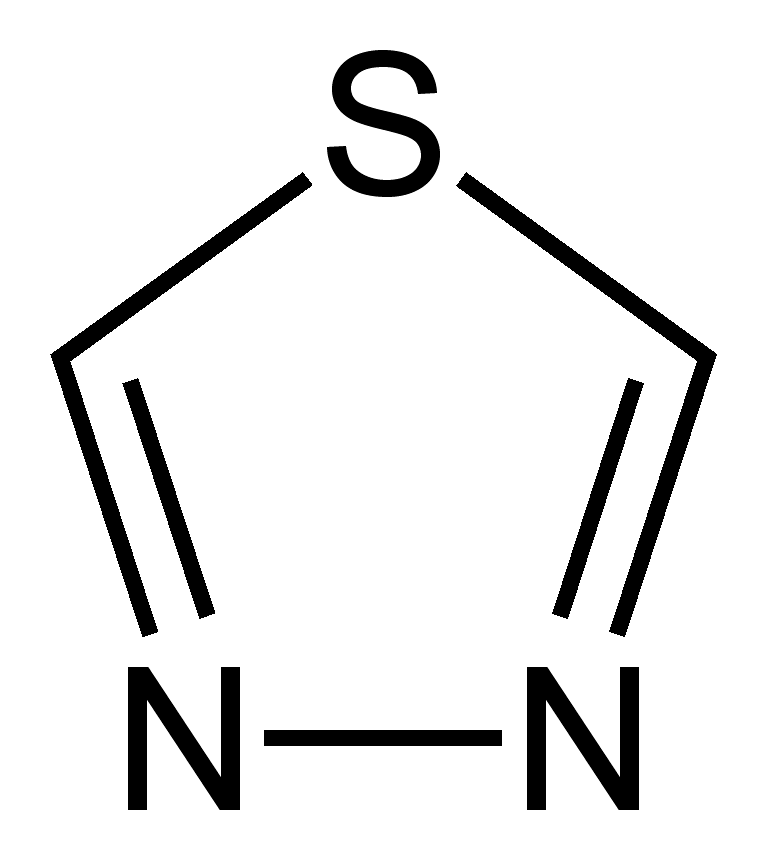
1,3,4-tiadiazol